# Google Keep
Google Keep（グーグル キープ）は、Googleが提供するメモアプリ及びウェブサービスである。ウェブ、Android、iOS、Wear OS、ChromeOSの、5つのプラットフォームで提供されている。競合するサービスとしてはMicrosoft OneNoteやEvernoteやSimplenoteとBoostnoteなどが挙げられる。

## 概要
1件毎にテキスト入力、チェックボックス表示、背景色設定などが可能で、作成したメモはGoogle ドライブのクラウドストレージに保存され、一覧表示が可能である。リマインダーは指定時刻のほかに、GPSや無線LANなどを用いた指定地点の報知が可能である。

## 沿革
- 2012年7月、類似サービスのGoogle ノートブックがサービス終了。
- 2013年3月20日、Google Keepが発表される。
- 2013年8月21日、Google Nowと統合され、リマインダー機能が追加される。
- 2014年4月、OCR機能が追加される。
- 2014年7月7日、バージョン2.3にアップデートされ、Android Wearでメモ作成、通知表示、リスト表示に対応する。
- 2016年4月、ラベル機能が追加される。
- 2016年6月、メモの自動分類機能が追加される。
- 2018年6月、チェックリストを階層化できるようなった[4]。
- 2019年2月、Apple Watchに対応。

### 競合製品
- Boostnote
- Evernote
- Microsoft OneNote
- Notion
- Simplenote
- Zoho Notebook

- Note-takingソフトウェア (Comparison of note-taking software)